# Zbigniew Rynasiewicz
Zbigniew Franciszek Rynasiewicz (Grodzisko Dolne; 4 de Outubro de 1963 — ) é um político da Polónia. Ele foi eleito para a Sejm em 25 de Setembro de 2005 com 10354 votos em 23 no distrito de Rzeszów, candidato pelas listas do partido Platforma Obywatelska.
Ele também foi membro da Sejm 1997-2001.